# Kioniskos der Dorkas

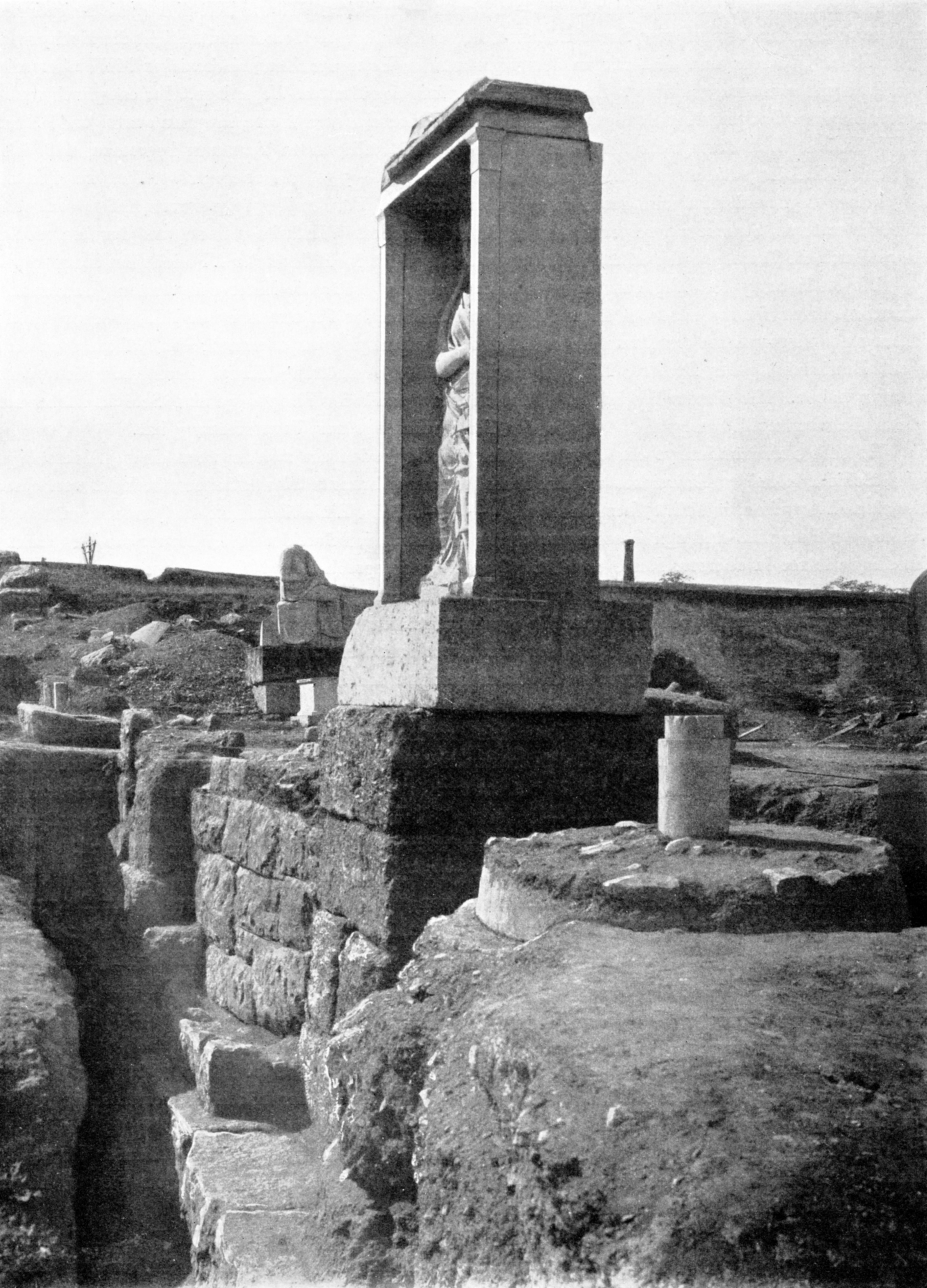
Grabungsfoto; im Zentrum der Naiskos der Demetria und Pamphile, im Vordergrund der Kioniskos der Dorkas

Der Kioniskos der Dorkas ist ein Grabdenkmal auf dem antiken athenischen Friedhof Kerameikos.
Der Kioniskos der Dorkas wurde 1863 im Bereich am Südweg der Kerameikos-Nekropole von Athen gefunden. Das Grabmal wurde bei der Loutrophoros des Hegetor und der Stele der Glykera im Grabbezirk der Demetria und Pamphile gefunden. Weitere Grabungen der Archäologischen Gesellschaft Athen unter Athanasios S. Rhousopoulos wurden 1870 durchgeführt, anschließend 1912 unter Konstantinos Kourouniotis und abschließend durch 1982 durch Wilfried K. Kovacsovics.
Der Kioniskos wurde nach dem Erlass des Grabluxusgesetzes durch Demetrios von Phaleron (317 bis 307 v. Chr.) innerhalb des schon länger genutzten Grabbezirks auf einem kleinen stuckierten Tumulus aufgestellt. Er wird um das Jahr 250 v. Chr. datiert. Die Inschrift benennt die Verstorbene als Dorkas aus Sikyon (altgriechisch Δορκὰς Σικυωνία). Dorkas bedeutet auf Altgriechisch die Gazelle.